# Capitólio Estadual de Ohio
O Capitólio Estadual de Ohio (em inglês: Ohio Statehouse) é a sede do governo do estado de Ohio. Localizado na capital, Columbus, foi incluído no Registro Nacional de Lugares Históricos em 31 de julho de 1972.